# シェリダン郡 (ネブラスカ州)
座標: 北緯42度50分 西経102度43分 / 北緯42.833度 西経102.717度
シェリダン郡（英: Sheridan County）は、アメリカ合衆国のネブラスカ州にある郡。2000年時点の人口は6,198人で、郡庁所在地はラッシュヴィル (Rushville)。
ネブラスカ州のナンバープレートで、シェリダン郡の車両は最初の数字が61になっている。これは1922年にナンバープレートの制度を確立した際、シェリダン郡の車両登録台数が州内の郡のなかで61番目に多かったからである。

## 歴史
シェリダン郡は1885年に組織され、アメリカ陸軍元帥のフィリップ・シェリダンにちなんで名付けられた。

## 地理
アメリカ合衆国国勢調査局によると、この郡は総面積6,397 km2 (2,470 mi2) である。このうち6,322 km2 (2,441 mi2)が陸地で、75 km2 (29 mi2) が川や湖などの水地域である。総面積のうちの1.17%が水地域となっている。

### 隣接する郡
- オグラララコタ郡 (サウスダコタ州)（北）
- チェリー郡（東）
- グラント郡（南東）
- ガーデン郡（南）
- モリル郡（南西）
- ドーズ郡（西）
- ボックスビュート郡（西）

## 人口動静

2000年国勢調査時の郡の人口ピラミッド

2000年の国勢調査によると、シェリダン郡には6,198人、2,549世帯、及び1,728家族が暮らしている。人口密度は1/km2 (2/mi2) で、0/km2 (1/mi2) の平均的な密度に3,013軒の住居が建っている。この郡の人種の構成は白人88.11%、黒人（アフリカ系アメリカ人）0.08%、先住民9.23%、アジア系0.15%、太平洋諸島系0.02%、その他の人種0.34%、および混血2.08%で、1.47%の人々がヒスパニックまたはラテン系である。郡の住民の31.6%がドイツ系、8.8%がイングランド系、7.8%がアイルランド系、7.3%がアメリカ系移民の子孫である。
シェリダン郡に住む2,549世帯のうち、30.00%は18歳未満の子どもと暮らしており、56.80%は夫婦で生活している。8.00%は未婚の女性が世帯主であり、32.20%は家族以外の住人と同居している。29.60%は独居で、全世帯の16.30%は65歳以上の独居老人世帯である。1世帯あたりの平均人数は2.38人であり、家庭の場合は2.95人である。
郡の住民は25.60%が18歳未満の子どもで、18歳以上24歳以下が6.20%、25歳以上44歳以下が22.90%、45歳以上64歳以下が23.60%、および65歳以上が21.70%となっている。平均年齢は42歳である。女性100人に対して男性は96.00人いて、18歳以上の女性100人に対しては男性は91.50人いる。
郡の世帯ごとの平均収入は29,484米ドルで、家族ごとでは35,167米ドルである。男性の21,892米ドルに対して女性は18,423米ドルの平均的な収入がある。この郡の1人当たりの収入 (per capita income) は14,844米ドルである。総人口の13.20%、家族の11.00%は貧困線以下である。18歳未満の子どもの20.30%及び65歳以上の7.50%は貧困線以下の生活を送っている。

## コミュニティ

### 都市
- ゴードン (en:Gordon, Nebraska)
- ラッシュヴィル (en:Rushville, Nebraska)

### 村
- クリントン (en:Clinton, Nebraska)
- ヘイ・スプリングズ (en:Hay Springs, Nebraska)

### 国勢調査指定地域
- パイン・リッジ (en:Pine Ridge, Nebraska)

### その他
- エルスワース (en:Ellsworth, Nebraska)
- ビンガム (en:Bingham, Nebraska)
- レイクサイド (en:Lakeside, Nebraska)

## 農場
- スペード農場 (en:Spade Ranch (Nebraska))